# 那賀郡 (和歌山県)
- 令制国一覧 > 南海道 > 紀伊国 > 那賀郡
- 日本 > 近畿地方 > 和歌山県 > 那賀郡

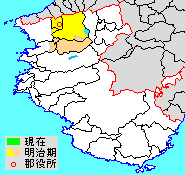
和歌山県那賀郡の範囲（水色：後に他郡から編入した区域 薄黄：後に他郡に編入された区域）

那賀郡（ながぐん）は、和歌山県（紀伊国）にあった郡。

## 郡域
1879年（明治12年）に行政区画として発足した当時の郡域は、下記の区域にあたる。
- 和歌山市の一部（吐前、金谷以東）
- 海南市の一部（別院、沖野々、木津、次ケ谷、ひや水、海老谷以東）
- 有田市の一部（初島町里・初島町浜）
- 紀の川市の大部分（上鞆渕を除く）
- 岩出市の全域
- 海草郡紀美野町の全域
- かつらぎ町の一部（新城字嶽原・長ノ盛）

## 歴史

### 古代
紀伊国の中心であり古くは「奈我」と表記し、『続日本紀』大宝3年（703年）5月9日条に「紀伊国奈我・名草の二郡をして布の調を停めて糸を献らしとむ……」とあるのが、郡名の初見とされている。その後、神亀元年（724年）10月7日条には「（天皇）行して紀伊国那賀郡玉垣勾頓宮に至りたまふ」とあり、「那賀」と表記されている。

#### 式内社
『延喜式』神名帳に記される郡内の式内社。
| 神名帳             | 神名帳   | 神名帳 | 神名帳 | 比定社   | 比定社               | 比定社 | 集成 |
| 社名               | 読み     | 格     | 付記   | 社名     | 所在地               | 備考   | 集成 |
| ------------------ | -------- | ------ | ------ | -------- | -------------------- | ------ | ---- |
| 那賀郡 3座（並小） |          |        |        |          |                      |        |      |
| 荒田神社 二座      | アラタノ | 小     |        | 荒田神社 | 和歌山県岩出市森     |        |      |
| 海神社             | アマノ   | 小     |        | 海神社   | 和歌山県紀の川市神領 |        |      |
| 凡例を表示         |          |        |        |          |                      |        |      |

### 近世以降の沿革
- 「旧高旧領取調帳」に記載されている明治初年時点での支配は以下の通り。（253村）

| 知行   | 知行               | 村数  | 村名 |
| ------ | ------------------ | ----- | --- |
| 藩領   | 紀伊和歌山藩       | 170村 | 吉田村、山村、境谷村、押川村、相谷村、原村、白草村、中野黒木村、金池村、湯窪村、赤垣内村、馬場村、曽屋村、金屋村、畑毛村、波分村、西安上谷村、奥安上谷村、西坂本村、尼ヶ辻村、森村、堀口村、荊本村、西野村（現・岩出市）、宮村（現・岩出市）、清水村、高瀬村、備前村、中迫村、川尻村、今中村、山田村、野上野村、北大池村、東坂本村、新田広芝村、水栖村、大町村、高塚村、溝川村、岡田村、南大池村、西国分村、東国分村、西三谷村、今畑村、中畑村（現・紀の川市中畑）、神通村、南勢田村、北勢田村、重行村、池田新村、神領村、東山田村、西山田村、北中村、南中村、古和田村、豊田村、登尾村、枇把谷村、東三谷村、中三谷村、下井坂村、中井坂村、畑野上村、尾崎村、花野村、上野村（現・紀の川市上野）、田中馬場村、西大井村、東大井村、辺土村、打田村、窪村、竹房村、黒土村、広野村、北大井村、赤尾村、高野村、段村、段新田村、満屋村、新在家村（現・和歌山市）、吐前村、大垣内村、金谷村、田中村、新庄村、下三毛村、上三毛村、山崎村、丸栖村、北山村、前田村、神戸村、鳥居村、長原村、上野山村、国主村、尼寺村、岸宮村、長山村、西山村、下津野村、高津村、孟子村、野尻村、七山村、原野村、別院村、野上中村、沖野々村、木津村、椋木村、溝口村、野上新村、小畑村、動木村、柴目村、福井村（梅本川左岸）、長谷村、下佐々村、奥佐々村、東上谷村、西上谷村、冷水村、赤沼村、海老谷村、次谷村、九品寺村、中島村、上田井村、南志野村、北志野村、北長田村、長田中村、嶋村、深田村、松井村、粉河村、東毛村、中山村、藤井村、猪垣村、中津川村、東川原村、西川原村、上丹生谷村、切畑村、下丹生谷村、野上村、馬宿村、狩宿村、市場村（現・紀の川市名手市場）、東野村（現・紀の川市）、井田村、池田垣内村、西ノ芝村、西野村（現・紀の川市）、後田村、穴伏村、西野山村、江川中村、下村（現・紀の川市）、平野村、上村（現・紀の川市）、新在家村（現・紀の川市）、別所村 |
| その他 | 高野山領           | 82村  | 中村（現・紀の川市）、北脇村、横谷村、赤沼田村、西脇村、荒見村、杉原村、遠方村、善田村、大原村、黒川村、野田原村、脇谷村、市場村（現・紀の川市桃山町市場）、賀和村、小路村、神田村、上野村（現・紀の川市桃山町最上）、調月村、北村、小野村（現・紀の川市）、高尾村、小野村（現・海草郡紀美野町）、福井村（梅本川右岸）、新荘村、中田村、梅本村、坂本村、井ノ口村、桂瀬村、高畑村、赤木村、鎌滝村、明添村、大角村、三尾川村、上ヶ井村、箕六村、津川村、永谷村、樋下村、市場村（現・海草郡紀美野町）、福田村、安井村、野中村、南畑村、西野村（現・海草郡紀美野町）、東野村（現・海草郡紀美野町）、松瀬村、釜滝村、国木原村、井堰村、蓑垣内村、宮村（現・海草郡紀美野町真国宮）、蓑津路村、花野原村、北野村、初生谷村、勝谷村、円明寺村、四郷村、垣内村、中畑村（現・紀の川市桃山町中畑）、峯村、根来窪村、滝ノ川村、中村（現・海草郡紀美野町中）、谷村、田村、菅沢村、松ヶ峯村、今西村、上村（現・海草郡紀美野町）、宮村（現・海草郡紀美野町毛原宮）、中村（現・海草郡紀美野町毛原中）、小西村、下村（現・海草郡紀美野町）、中番村、下番村、谷口村、馬場村、宮村（現・海草郡紀美野町長谷宮） |
| その他 | 和歌山藩・高野山領 | 1村   | 勝神村 |

- 明治2年（1869年）8月 - 高野山領が堺県の管轄となる。
- 明治3年4月27日（1870年5月27日） - 堺県の管轄地域が五條県の管轄となる。
- 明治4年
  - 7月14日（1871年8月29日） - 廃藩置県により、藩領が和歌山県の管轄となる。
  - 11月1日（1871年12月12日） - 五條県の管轄地域が和歌山県の管轄となる。
  - 11月22日（1872年1月2日） - 第1次府県統合により、全域が和歌山県の管轄となる。
  - 東国分村の一部が分立して南国分村となる。
  - 下井坂村の枝郷が分立して西井坂村となる。
- 明治8年（1875年） - 谷口村・馬場村・宮村（現・海草郡紀美野町長谷宮）が合併して長谷宮村となる。（253村）
- 明治8年（1875年） - 新荘村が中田村に合併。（252村）
- 明治11年（1878年） - 賀和村・小路村が合併して元村となる。（251村）
- 明治12年（1879年）
  - 1月20日 - 郡区町村編制法の和歌山県での施行により、行政区画としての那賀郡が発足。郡役所が清水村に設置。
  - 2ヶ所ずつ存在した福井村、下村、上村、小野村、宮村が、西福井村（梅本川左岸）、東福井村（梅本川右岸）、名手下村（現・紀の川市）、毛原下村（現・海草郡紀美野町）、名手上村（現・紀の川市）、毛原上村（現・海草郡紀美野町）、岸小野村（現・紀の川市）、小川小野村（現・海草郡紀美野町）、真国宮村（現・海草郡紀美野町真国宮）、毛原宮村（現・海草郡紀美野町毛原宮）にそれぞれ改称。
  - 3ヶ所ずつ存在した西野村のうち2村が、名手西野村（現・紀の川市）、神野西野村（現・海草郡紀美野町）にそれぞれ改称。
  - 3ヶ所ずつ存在した市場村のうち2村が、名手市場村（現・紀の川市名手市場）、神野市場村（現・海草郡紀美野町）にそれぞれ改称。
  - 3ヶ所ずつ存在した中村が、麻生津中村（現・紀の川市）、猿川中村（現・海草郡紀美野町中）、毛原中村（現・海草郡紀美野町毛原中）にそれぞれ改称。
  - 中畑村（現・紀の川市桃山町中畑）が細野中畑村に、新在家村（現・紀の川市）が風市村に、上野村（現・紀の川市桃山町最上）が最上村に、東野村が志賀東野村（現・海草郡紀美野町）にそれぞれ改称。
- 明治13年（1880年） - 辺土村が改称して久留壁村となる。

### 町村制以降の沿革

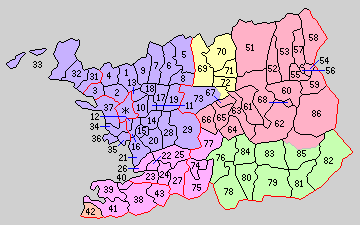
51.池田村 52.長田村 53.粉河村 54.名手村 55.王子村 56.狩宿村 57.川原村 58.上名手村 59.麻生津村 60.竜門村 61.安楽川村 62.奥安楽川村 63.調月村 64.東貴志村 65.中貴志村 66.西貴志村 67.丸栖村 68.田中村 69.山崎村 70.根来村 71.上岩出村 72.岩出村 73.小倉村 74.中野上村 75.南野上村 76.東野上村 77.北野上村 78.小川村 79.上神野村 80.下神野村 81.猿川村 82.長谷毛原村 83.真国村 84.志賀野村 85.細野村 86.鞆淵村（紫：和歌山市 桃：海南市 赤：紀の川市 黄：岩出市 緑：海草郡紀美野町 1 - 29は名草郡 31 - 43は海部郡）

- 明治22年（1889年）4月1日 - 町村制の施行により、以下の町村が発足。特記以外は現・紀の川市。郡役所の所在地が岩出村となる。（36村）
  - 池田村 ← 西三谷村、中三谷村、東三谷村、豊田村、枇杷谷村、登尾村、東国分村、南国分村、古和田村、池田新村、重行村、南勢田村、北勢田村、北大井村、南中村、北中村、東山田村、西山田村、神領村、中畑村、今畑村、神通村
  - 長田村 ← 深田村、嶋村、上田井村、別所村、北長田村、長田中村、北志野村、南志野村、松井村
  - 粉河村 ← 粉河村［飛地を除く］、東毛村、猪垣村、中津川村、藤井村、中山村、下丹生谷村［飛地］
  - 名手村 ← 名手市場村、穴伏村
  - 王子村 ← 名手西野村、後田村、池田垣内村、西ノ芝村、東野村、井田村、粉河村［飛地］
  - 狩宿村（単独村制）
  - 川原村 ← 野上村、馬宿村、西川原村、東川原村、上丹生谷村、下丹生谷村［飛地を除く］、粉河村［飛地］
  - 上名手村 ← 切畑村、平野村、名手上村、名手下村、江川中村、西野山村
  - 麻生津村 ← 麻生津中村、北脇村、西脇村、横谷村、赤沼田村
  - 竜門村 ← 荒見村、杉原村、勝神村、風市村、遠方村
  - 安楽川村 ← 市場村、元村、神田村、最上村、段村、段新田村
  - 奥安楽川村 ← 善田村、大原村、黒川村、野田原村、脇谷村
  - 調月村（単独村制）
  - 東貴志村 ← 北村、岸小野村、高尾村、井ノ口村
  - 中貴志村 ← 前田村、尼寺村、上野山村、神戸村、国主村
  - 西貴志村 ← 長原村、長山村、西山村、鳥居村、岸宮村
  - 丸栖村 ← 丸栖村、北山村
  - 田中村 ← 西大井村、田中馬場村、畑野上村、尾崎村、花野村、西井坂村、中井坂村、下井坂村、竹房村、窪村、上野村、打田村、広野村、赤尾村、久留壁村、東大井村、高野村、黒土村
  - 山崎村 ← 中野黒木村、吉田村、中島村、湯窪村、金池村、西安上谷村、原村、相谷村、白草村、山村、境谷村、波分村、曽屋村、畑毛村、金屋村、赤垣内村、馬場村（現・岩出市）
  - 根来村 ← 森村、奥安上谷村、西坂本村、堀口村、尼ヶ辻村、川尻村、今中村、押川村（現・岩出市）
  - 上岩出村 ← 水栖村、中迫村、野上野村、山田村、荊本村、東阪本村、南大池村、新田広芝村、北大池村、西国分村（現・岩出市）
  - 岩出村 ← 岡田村、溝川村、高塚村、大町村、清水村、宮村、高瀬村、備前村、西野村（現・岩出市）
  - 小倉村 ← 大垣内村、満屋村、吐前村、金谷村、新庄村、新在家村、田中村、下三毛村（現・和歌山市）、上三毛村（現・和歌山市、岩出市）、山崎村（現・岩出市）
  - 中野上村 ← 椋木村、木津村、沖野々村、野上中村、溝口村（現・海南市）
  - 南野上村 ← 次谷村、冷水村、東上谷村、西上谷村、赤沼村、海老谷村、九品寺村、野上新村（現・海南市）
  - 東野上村 ← 小畑村、長谷村、柴目村、下佐々村、動木村（現・海草郡紀美野町）
  - 北野上村 ← 七山村、原野村、高津村、孟子村、野尻村、別院村、下津野村（現・海南市）
  - 小川村 ← 小川小野村、東福井村、西福井村、梅本村、中田村、坂本村、奥佐々村（現・海草郡紀美野町）
  - 上神野村 ← 高畑村、桂瀬村、赤木村、三尾川村、明添村、大角村、鎌滝村、津川村、上ヶ井村（現・海草郡紀美野町）
  - 下神野村 ← 神野市場村、樋下村、箕六村、福田村、野中村、安井村、南畑村、永谷村［飛地を除く］（現・海草郡紀美野町）
  - 猿川村 ← 猿川中村、田村、滝ノ川村、谷村、松ヶ峯村、今西村、菅沢村（現・海草郡紀美野町）
  - 長谷毛原村 ← 毛原宮村、毛原中村、毛原下村、毛原上村、小西村、長谷宮村［字嶽原・長ノ盛を除く］（現・海草郡紀美野町）
  - 真国村 ← 真国宮村、井堰村、蓑垣内村、蓑津路村、花野原村、初生谷村、北野村、志賀東野村［飛地］（現・海草郡紀美野町）
  - 志賀野村 ← 志賀西野村、松瀬村、国木原村、釜滝村、志賀東野村［飛地を除く］、永谷村［飛地］（現・海草郡紀美野町）
  - 細野村 ← 円明寺村、勝谷村、垣内村、四郷村（現・海草郡紀美野町）、細野中畑村、峯村、根来窪村（現・紀の川市）
  - 鞆淵村 ← 中番村、下番村、伊都郡上番村
  - 長谷宮村の一部（字嶽原・長ノ盛）が伊都郡天野村の一部となる。
- 明治27年（1894年）5月10日 - 粉河村が町制施行して粉河町となる。（1町35村）
- 明治30年（1897年）9月1日 - 郡制を施行。
- 明治41年（1908年）8月1日 - 岩出村が町制施行して岩出町となる。（2町34村）
- 大正3年（1914年）4月10日 - 名手村が町制施行して名手町となる。（3町33村）
- 大正12年（1923年）4月1日 - 郡会が廃止。郡役所は存続。
- 大正15年（1926年）7月1日 - 郡役所が廃止。以降は地域区分名称となる。
- 昭和2年（1927年）1月1日 - 東野上村が町制施行して東野上町となる。（4町32村）
- 昭和26年（1951年）10月1日 - 中野上村・南野上村・北野上村・東野上町・小川村・下神野村・上神野村・猿川村・長谷毛原村・志賀野村・真国村・細野村の所属郡が海草郡に変更。（3町21村）
- 昭和28年（1953年）1月1日 - 安楽川村が町制施行して安楽川町となる。（4町20村）
- 昭和30年（1955年）
  - 3月31日 - 中貴志村・東貴志村・西貴志村・丸栖村が合併して貴志川町が発足。（5町16村）
  - 4月1日 - 粉河町・長田村・竜門村・川原村が合併し、改めて粉河町が発足。（5町13村）
  - 7月1日（5町9村）
    - 王子村の一部（東野・井田）が粉河町に編入。
    - 上名手村・狩宿村・麻生津村・名手町および王子村の残部（名手西野・後田・池田垣内・西ノ芝）が合併して那賀町が発足。
- 昭和31年（1956年）
  - 3月31日 - 池田村・田中村が合併して打田町が発足。（6町7村）
  - 8月1日 - 安楽川町・調月村・奥安楽川村が合併して桃山町が発足。（6町5村）
  - 9月30日（6町1村）
    - 岩出町・山崎村・根来村・上岩出村および小倉村の一部（山崎および上三毛の一部）が合併し、改めて岩出町が発足。
    - 鞆淵村が粉河町に編入。
- 昭和32年（1957年）8月1日 - 桃山町が海草郡細野村の一部（垣内・細野中畑・峯・根来窪）を編入。
- 昭和33年（1958年）4月1日 - 小倉村が和歌山市に編入。（6町）
- 平成17年（2005年）11月7日 - 打田町・粉河町・那賀町・桃山町・貴志川町が合併して紀の川市が発足し、郡より離脱。（1町）
- 平成18年（2006年）4月1日 - 岩出町が市制施行して岩出市となる。同日那賀郡消滅。和歌山県内では、1896年の郡の再編以来、初の郡消滅となった。

#### 変遷表
| 明治22年以前                       | 明治22年4月1日 | 明治22年 - 昭和19年 | 昭和20年 - 昭和29年                    | 昭和30年 - 昭和63年            | 平成1年 - 現在                         | 現在                                 |
| ---------------------------------- | -------------- | ------------------- | -------------------------------------- | ------------------------------ | -------------------------------------- | ------------------------------------ |
|                                    | 粉河村         | 明治27年5月1日 町制 | 粉河町                                 | 昭和30年4月1日 粉河町          | 平成17年11月7日 紀の川市               | 紀の川市                             |
|                                    | 川原村         | 川原村              | 川原村                                 | 昭和30年4月1日 粉河町          | 平成17年11月7日 紀の川市               | 紀の川市                             |
|                                    | 長田村         | 長田村              | 長田村                                 | 昭和30年4月1日 粉河町          | 平成17年11月7日 紀の川市               | 紀の川市                             |
|                                    | 龍門村         | 龍門村              | 龍門村                                 | 昭和30年4月1日 粉河町          | 平成17年11月7日 紀の川市               | 紀の川市                             |
|                                    | 鞆淵村         | 鞆淵村              | 鞆淵村                                 | 昭和31年9月30日 粉河町に編入   | 平成17年11月7日 紀の川市               | 紀の川市                             |
|                                    | 王子村         | 王子村              | 王子村                                 | 昭和30年7月1日 粉河町に編入    | 平成17年11月7日 紀の川市               | 紀の川市                             |
|                                    | 王子村         | 王子村              | 王子村                                 | 昭和30年7月1日 那賀町          | 平成17年11月7日 紀の川市               | 紀の川市                             |
|                                    | 名手村         | 大正3年4月10日 町制 | 名手町                                 |                                | 平成17年11月7日 紀の川市               | 紀の川市                             |
|                                    | 上名手村       | 上名手村            | 上名手村                               |                                | 平成17年11月7日 紀の川市               | 紀の川市                             |
|                                    | 麻生津村       | 麻生津村            | 麻生津村                               |                                | 平成17年11月7日 紀の川市               | 紀の川市                             |
|                                    | 狩宿村         | 狩宿村              | 狩宿村                                 |                                | 平成17年11月7日 紀の川市               | 紀の川市                             |
|                                    | 田中村         | 田中村              | 田中村                                 | 昭和31年3月31日 打田町         | 平成17年11月7日 紀の川市               | 紀の川市                             |
|                                    | 池田村         | 池田村              | 池田村                                 | 昭和31年3月31日 打田町         | 平成17年11月7日 紀の川市               | 紀の川市                             |
|                                    | 東貴志村       | 東貴志村            | 東貴志村                               | 昭和30年3月31日 貴志川町       | 平成17年11月7日 紀の川市               | 紀の川市                             |
|                                    | 中貴志村       | 中貴志村            | 中貴志村                               | 昭和30年3月31日 貴志川町       | 平成17年11月7日 紀の川市               | 紀の川市                             |
|                                    | 西貴志村       | 西貴志村            | 西貴志村                               | 昭和30年3月31日 貴志川町       | 平成17年11月7日 紀の川市               | 紀の川市                             |
|                                    | 丸栖村         | 丸栖村              | 丸栖村                                 | 昭和30年3月31日 貴志川町       | 平成17年11月7日 紀の川市               | 紀の川市                             |
|                                    | 安楽川村       | 安楽川村            | 昭和28年1月1日 町制                    | 昭和31年8月1日 桃山町          | 平成17年11月7日 紀の川市               | 紀の川市                             |
|                                    | 奥安楽川村     | 奥安楽川村          | 奥安楽川村                             | 昭和31年8月1日 桃山町          | 平成17年11月7日 紀の川市               | 紀の川市                             |
|                                    | 調月村         | 調月村              | 調月村                                 | 昭和31年8月1日 桃山町          | 平成17年11月7日 紀の川市               | 紀の川市                             |
|                                    | 細野村         | 細野村              | 昭和26年10月1日 海草郡                 | 昭和32年8月1日 桃山町に編入    | 平成17年11月7日 紀の川市               | 紀の川市                             |
| 昭和32年8月1日 海草郡 美里町に編入 | 細野村         | 細野村              | 昭和26年10月1日 海草郡                 | 平成18年1月1日 海草郡 紀美野町 | 海草郡 紀美野町                        |                                      |
|                                    | 下神野村       | 下神野村            | 昭和26年10月1日 海草郡                 | 平成18年1月1日 海草郡 紀美野町 | 海草郡 紀美野町                        | 昭和30年6月1日 海草郡 美里町         |
|                                    | 上神野村       | 上神野村            | 昭和26年10月1日 海草郡                 | 平成18年1月1日 海草郡 紀美野町 | 海草郡 紀美野町                        | 昭和30年6月1日 海草郡 美里町         |
|                                    | 長谷毛原村     | 長谷毛原村          | 昭和26年10月1日 海草郡                 | 平成18年1月1日 海草郡 紀美野町 | 海草郡 紀美野町                        | 昭和30年6月1日 海草郡 美里町         |
|                                    | 真国村         | 真国村              | 昭和26年10月1日 海草郡                 | 平成18年1月1日 海草郡 紀美野町 | 海草郡 紀美野町                        | 昭和30年6月1日 海草郡 美里町         |
|                                    | 猿川村         | 猿川村              | 昭和26年10月1日 海草郡 同日改称 国吉村 | 平成18年1月1日 海草郡 紀美野町 | 海草郡 紀美野町                        | 昭和30年6月1日 海草郡 美里町         |
|                                    | 東野上村       | 昭和2年1月1日 町制  | 昭和26年10月1日 海草郡                 | 平成18年1月1日 海草郡 紀美野町 | 海草郡 紀美野町                        | 昭和30年4月1日 改称 海草郡 野上町    |
|                                    | 志賀野村       | 志賀野村            | 昭和26年10月1日 海草郡                 | 平成18年1月1日 海草郡 紀美野町 | 海草郡 紀美野町                        | 昭和30年4月1日 海草郡 東野上町に編入 |
|                                    | 小川村         | 小川村              | 昭和26年10月1日 海草郡                 | 平成18年1月1日 海草郡 紀美野町 | 海草郡 紀美野町                        | 昭和30年4月16日 海草郡 野上町と合併  |
|                                    | 南野上村       | 南野上村            | 昭和26年10月1日 海草郡                 | 昭和30年4月10日 海南市に編入   | 平成17年4月1日 海南市 （下津町と合併） | 海南市                               |
|                                    | 北野上村       | 北野上村            | 昭和26年10月1日 海草郡                 | 昭和30年4月10日 海南市に編入   | 平成17年4月1日 海南市 （下津町と合併） | 海南市                               |
|                                    | 中野上村       | 中野上村            | 昭和26年10月1日 海草郡                 | 昭和30年4月10日 海南市に編入   | 平成17年4月1日 海南市 （下津町と合併） | 海南市                               |
|                                    | 岩出村         | 明治41年8月1日 町制 | 岩出町                                 | 昭和31年9月30日 岩出町         | 平成18年4月1日 市制                    | 岩出市                               |
|                                    | 上岩出村       | 上岩出村            | 上岩出村                               | 昭和31年9月30日 岩出町         | 平成18年4月1日 市制                    | 岩出市                               |
|                                    | 根来村         | 根来村              | 根来村                                 | 昭和31年9月30日 岩出町         | 平成18年4月1日 市制                    | 岩出市                               |
|                                    | 山崎村         | 山崎村              | 山崎村                                 | 昭和31年9月30日 岩出町         | 平成18年4月1日 市制                    | 岩出市                               |
|                                    | 小倉村         | 小倉村              | 小倉村                                 | 昭和31年9月30日 岩出町         | 平成18年4月1日 市制                    | 岩出市                               |
|                                    | 小倉村         | 小倉村              | 小倉村                                 | 昭和33年4月1日 和歌山市に編入  | 和歌山市                               | 和歌山市                             |

## 行政
歴代郡長
『和歌山県史 人物』による。
| 代 | 氏名       | 就任年月日                 | 退任年月日                | 備考                   |
| -- | ---------- | -------------------------- | ------------------------- | ---------------------- |
| 1  | 菅沼政経   | 明治12年（1879年）1月20日  |                           |                        |
| 2  | 北長左衛門 | 明治13年（1880年）11月4日  |                           |                        |
| 3  | 松山管吾   | 明治15年（1882年）9月9日   |                           |                        |
| 4  | 児玉仲児   | 明治19年（1886年）8月25日  |                           |                        |
| 5  | 中西光三郎 | 明治20年（1887年）11月18日 |                           |                        |
| 6  | 小山漸     | 明治23年（1890年）5月2日   |                           |                        |
| 7  | 秋山徳隣   | 明治32年（1899年）8月28日  |                           |                        |
| 8  | 中野重任   | 明治34年（1901年）2月28日  |                           |                        |
| 9  | 松田巳之吉 | 明治36年（1903年）8月25日  |                           |                        |
| 10 | 伊藤信平   | 明治41年（1908年）10月1日  |                           |                        |
| 11 | 松村松盛   | 大正3年（1914年）4月11日   |                           |                        |
| 12 | 皆川錞彦   | 大正5年（1916年）6月13日   |                           |                        |
| 13 | 村地信夫   | 大正6年（1917年）10月22日  |                           |                        |
| 14 | 関屋延之助 | 大正8年（1919年）6月23日   |                           |                        |
| 15 | 松本三郎   | 大正9年（1920年）6月4日    |                           |                        |
| 16 | 中井光次   | 大正10年（1921年）7月12日  |                           |                        |
| 17 | 山本喜平   | 大正11年（1922年）8月18日  |                           |                        |
| 18 | 西本文四郎 | 大正13年（1924年）6月10日  | 大正15年（1926年）6月30日 | 郡役所廃止により、廃官 |

## 関連文献
- 和歌山県那賀郡『和歌山県那賀郡誌. 上巻』那賀郡、1922年。NDLJP:965803。
- 和歌山県那賀郡『和歌山県那賀郡誌. 下巻』那賀郡、1923年。NDLJP:965804。
- 和歌山県史編さん委員会 編『和歌山県史 人物』和歌山県、1989年。